# Mollitrichosiphum nigrofasciatum
Mollitrichosiphum nigrofasciatum är en insektsart. Mollitrichosiphum nigrofasciatum ingår i släktet Mollitrichosiphum och familjen långrörsbladlöss. Inga underarter finns listade i Catalogue of Life.